# Ocell del paradís carunculat
L'ocell del paradís carunculat (Paradigalla carunculata) és un ocell de la família dels paradiseids (Paradiseidae).

## Hàbitat i distribució
Habita els boscos de les muntanyes Arfak a l'oest de Nova Guinea.